# 越南外贸大学
外贸大学（越南语：／）是越南的一所国家部委直属大学，成立于 1960 年，位于越南河內市，在胡志明市和廣寧省设有卫星校区。
外贸大学被认为是越南最负盛名的大学之一，提供广泛的商学课程，包括经济学、工商管理、金融学，以及经济法和商业语言。由于每年有众多学生申请，其年度入学考试也是越南竞争难度最大的。
外贸大学为本地和外国学生提供本科和研究生课程，这些课程以越南语、英语、日语、汉语和法语授课。

## 院系
- 经济与国际商务学院
- 国际经济学院
- 法律系
- 工商管理学院
- 银行与金融学院
- 商务英语学院
- 日语学院
- 中文学院
- 法语学院
- 特定用途英语学院
- 政治学院
- 基础科学学院
- 越南语系
- 俄语系